# One More Chance (песня Дайаны Росс)
«One More Chance» (с англ. — «Ещё один шанс») — песня, записанная американской певицей Дайаной Росс. Авторы песни — Джерри Гоффин и Майкл Массер (также продюсер). Она была выпущена в качестве сингла в феврале 1981 года для продвижения сборника To Love Again. Песня достигла 79-й строчки в Hot 100 и 54-й строчки Hot Soul Singles.

## Отзывы критиков
В журнале Billboard отметили, что эта чувственная баллада содержит характерный вокал Росс и плавную, сочную аранжировку в духе «It’s My Turn». В Cash Box назвали трек неизведанной жемчужиной альбома To Love Again.

## Список композиций
7" сингл (Северная Америка)
A. «One More Chance» — 3:59
B. «After You» (Майкл Массер, Рон Миллер) — 4:10
7" сингл (Великобритания)
A. «One More Chance» — 3:59
B. «Confide in Me» (Мелисса Манчестер, Стэнли Шварц) — 3:33
7" сингл (Испания)
A. «One More Chance» — 4:19
B. «No One’s Gonna Be a Fool Forever» (Майкл Массер, Пэм Сойер) — 3:30

## Чарты
| Хит-парад (1981)                  | Высшая позиция |
| --------------------------------- | -------------- |
| Великобритания (UK Singles Chart) | 49             |
| США (Billboard Hot 100)           | 79             |
| США (Billboard Hot Soul Singles)  | 52             |